# 保木公富
保木 公富（ほき きんとみ、‐慶安2年(1649年)）は江戸時代の幕臣。通称は伊左衛門。別名公高
保木氏は藤原支流の流れを汲むと言われる。家紋は三盛亀甲花菱と五七桐。保木氏は公家の出であると言われるも、はっきりとした資料が出ず公高の代になってようやく保木氏は出てくる。
近年までは本国が三河となっていた為保木氏のルーツは三河とされていたが、保木氏の末裔であり保木氏を研究する相荒信長によれば幕府が纏めた諸家系譜という、寛政重修諸家譜の原本とも言える系譜集には｢公高甲斐国室伏村に居住す｣とあり、これが正しければ保木氏のルーツは現在の山梨県山梨市牧丘町となる。
公富は徳川秀忠の家臣として仕え、二百五十俵与えられる。
御徒に加えられ、後にその組頭となった。
公富の跡は嫡男保木公利が継いだ。

公富の父親については不詳であるが、黒野藩の黒野城下家臣屋敷図には保木彦右衛門という者が6畝2歩程の屋敷を構えていたようであり、彦右衛門は後大洲藩主であった加藤貞泰には随行しなかったと思われ、時期的にも彦右衛門の子である可能性があると思われる。貞泰の父加藤光泰は小田原征伐の後、甲斐国に移封となっており、その縁で甲斐国を離れた可能性がある。